# Le Magnoux
Cet article possède un paronyme, voir Magnou.
Le Magnoux est un lieu-dit de la commune française de Préveranges, dans le département du Cher, en région Centre-Val de Loire, qui donne son nom au point culminant de son département et de sa région, en atteignant l'altitude de 501 m, à cheval sur le département de la Creuse, en région Nouvelle-Aquitaine. Cette hauteur est aussi appelée mont de Saint-Marien.
Si la totalité des habitations du Magnoux se trouvent dans le Cher, au nord de la route départementale qui dessert la localité et marque la limite entre les deux départements, le château d'eau et la table d'orientation qui occupent le sommet se trouvent au sud de cette route, donc en Creuse, sur la commune de Saint-Marien.
La Joyeuse prend sa source au Magnoux.